# Хег-Эрсберг
Хег-Эрсберг (нем. Häg-Ehrsberg) — община в Германии, в земле Баден-Вюртемберг. 
Подчиняется административному округу Фрайбург. Входит в состав района Лёррах.  Население составляет 889 человек (на 31 декабря 2010 года). Занимает площадь 25,03 км².